# Japanisch-portugiesische Beziehungen
Die japanisch-portugiesischen Beziehungen beschreiben das zwischenstaatliche Verhältnis zwischen Japan und Portugal. Ihre diplomatischen Beziehungen gehen auf die Ankunft der Portugiesen in Japan im 16. Jahrhundert zurück und bestehen seit 1860 ununterbrochen.
Die Portugiesen waren im 16. Jahrhundert die ersten Europäer, mit denen Japaner zusammentrafen. Die von ihnen eingeführten Feuerwaffen hatten danach maßgeblichen Einfluss auf die Vereinigung Japans, und die folgende Epoche des Namban-Handels beflügelte die wirtschaftliche Entwicklung. Zum portugiesischen Vermächtnis in Japan gehören u. a. die Namban-Kunst und das gastronomische Erbe (beispielsweise die Tempura oder auch verschiedene Süßspeisen wie Kompeitō oder die Castella-Kuchen aus Nagasaki), aber auch das linguistische Erbe, das sich in einigen Dutzenden portugiesische Lehnwörtern in der japanischen Sprache in Geografie, Religion und Alltagskultur zeigt, beispielsweise Brot. Das portugiesische Erbe in Japan ist bis heute im Bewusstsein der japanischen Gesellschaft präsent.
Seit 2014 hat Japan Beobachterstatus in der Gemeinschaft der Portugiesischsprachigen Länder.
Im Jahr 2016 waren 440 Staatsbürger Japans in Portugal registriert, davon mit 226 die meisten in der Hauptstadt Lissabon, während 589 Portugiesen in Japan gemeldet waren.

## Geschichte

### Bis zum 18. Jahrhundert

Japanische Namban-Darstellung des Francisco Xavier, 17. Jh.

Die älteste Erwähnung Japans in portugiesischen Quellen stammt aus der Suma Oriental, in der Tomé Pires um 1515 das heutige Japan erwähnt, unter Bezugnahme auf Marco Polos Cipango.
Die ersten Portugiesen betraten Japan am 23. September 1543, als Francisco Zeimoto, António da Mota und António Peixoto an Bord einer chinesischen Dschunke auf der Insel Tanegashima an Land gingen. Dies gilt als erste Begegnung von Japanern und Europäern. Auch Fernão Mendes Pinto behauptete, zu den ersten Portugiesen in Japan zu gehören, das er ausführlich in seiner Peregrinação beschrieb, insbesondere die Reaktion der Japaner auf die portugiesischen Waffen. Die heutige Geschichtswissenschaft sieht es jedoch als weitgehend gesichert an, dass Pinto nicht bei der ersten Landung auf Tanegashima zugegen war.
Die von den Portugiesen mitgeführten Feuerwaffen waren in Japan noch unbekannt und erregten die Aufmerksamkeit der Militärführer im zerstrittenen Japan. Später wurden insbesondere in der Stadt Sakai große Mengen Tanegashima-Gewehre produziert, die dem Militärführer Oda Nobunaga in der Schlacht von Nagashino 1575 einen entscheidenden Sieg ermöglichten, der schließlich zur militärischen und politischen Einigung Japans führte.
Bereits nach dem Eintreffen der ersten Portugiesen 1543 suchten portugiesische Händler auch in Japan nach Handelsmöglichkeiten. So war der Händler Jorge Álvares 1547 von Malakka aus nach Japan aufgebrochen und verfasste für Francisco Xavier den ersten detaillierten Bericht über Japan. Motiviert durch den Bericht, reiste Xavier zwischen dem 15. August 1549 und dem 15. November 1551 durch Japan, beginnend in Kagoshima. Dabei legte er bereits den Grundstein für die Missionstätigkeit der Jesuiten und führte damit das Christentum in Japan ein.
Die Gesellschaft Jesu missionierte zunächst exklusiv, danach in Konkurrenz mit anderen christlichen Mönchsorden, beförderte dabei aber auch wesentlich den kulturellen, wissenschaftlichen, geschäftlichen und diplomatischen Austausch.

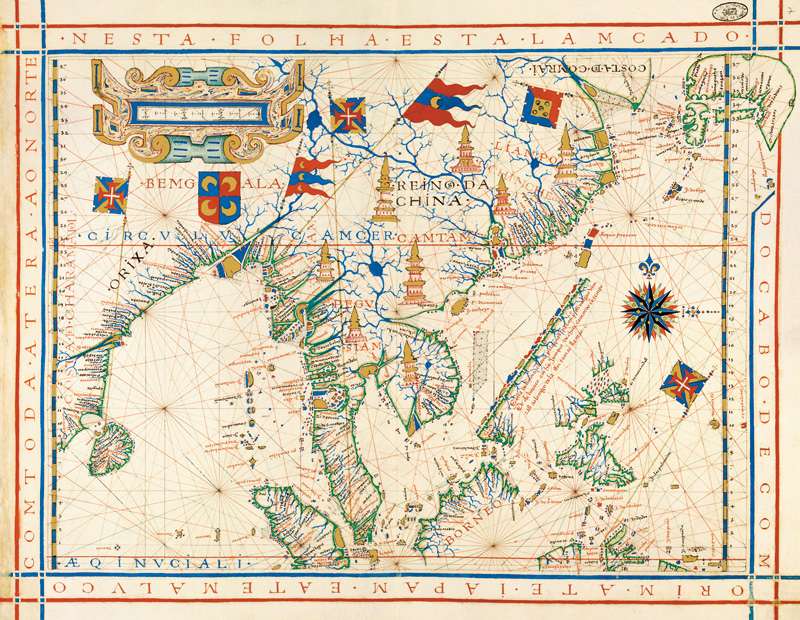
Asien-Karte von Fernão Vaz Dourado (1571)

Ab 1550 segelte jedes Jahr eine Nau mit Unterstützung der Portugiesischen Krone von Portugal aus über eine Reihe Zwischenstationen nach Japan, um die vom Handel bestimmten Beziehungen zu pflegen. Da Japan zu der Zeit vom Handel mit China ausgeschlossen war, fungierte die portugiesische Handelsbeziehung zudem als Mittler, über den Japan dennoch mit China Waren austauschen konnte.
1570 gründete der Pater Luís Almeida den Hafen von Nagasaki, in dem die jährliche Handelsnau fortan einlief. Von Nagasaki aus intensivierten die Jesuiten danach ihre Kulturarbeit und errichteten dabei u. a. 75 Schulen und Seminare. Neben dem religiösen Aspekt wurde dort in vielen Bereichen europäische Kultur unterrichtet, etwa Musik, Theater oder westliche Malerei. Sie veröffentlichten Druckerzeugnisse in Latein, Portugiesisch und romanisiertem und transkribiertem Japanisch und verbreiteten die Kenntnisse in Bereichen wie Kartografie, Astronomie, Medizin, Militärarchitektur oder auch der Gastronomie (z. B. Castella, Kompeitō). Zu den Veröffentlichungen zählte auch das „Vocabulario da Lingoa de Iapam“ (1603), das als erstes Wörterbuch der Japanischen Sprache gilt und bis heute in den philologischen Studien Bedeutung hat. Unter den ebenfalls bedeutenden Werken sind weiterhin zu erwähnen „A Arte Breve da Língua Iapam“, ein Buch zur japanischen Grammatik des portugiesischen Paters João Rodrigues, und die Bücher „A História do Japão“ (des Paters Luís Fróis) und „História da Igreja do Japão“ (ebenfalls von Pater João Rodrigues) zur Geschichte Japans.

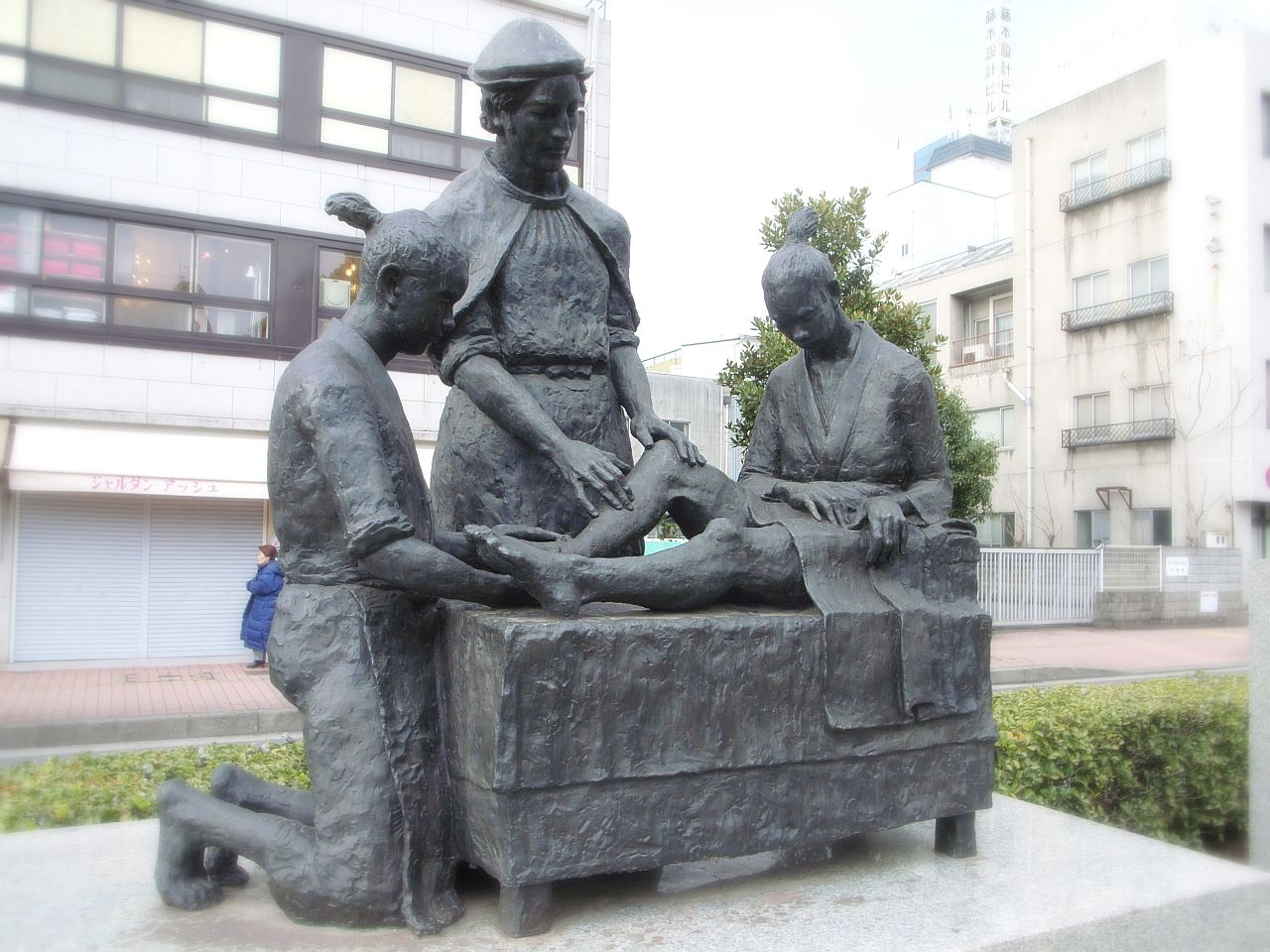
Denkmal für Luís de Almeida in Ōita

Die portugiesischen Landkarten machten seither die konkreten Formen der japanischen Inseln in Europa bekannt. Weite Verbreitung fanden insbesondere ab 1568 die Karten des Fernão Vaz Dourado.
In diese Zeit fällt auch die Entwicklung der Namban-Kunst, die sich bis zum wesentlichen Ende der portugiesischen Präsenz in Japan 1640 entfaltete.
Im Bereich der Medizin war das Wirken des Paters Luís de Almeida bedeutsam, der hier chirurgische und andere medizinische Erkenntnisse aus Europa verbreitete. In Ōita gründete er ein Krankenhaus, eine Leprastation und einen Kindergarten.
1584 erreichte Mancio Ito, mit Aufenthalten in Goa und anderen portugiesischen Stützpunkten in Indien, die portugiesische Hauptstadt Lissabon. Er war der erste japanische Gesandte in Europa.
Mit dem Erlass gegen das Christentum in Japan 1587 und der Ausweisung der Missionare ab 1614 beginnt die Christenverfolgung in Japan, die 1639 mit der Ausweisung der Jesuiten und der Portugiesen aus Japan endete. Bereits 1625 war Francisco Pacheco, Leiter der Jesuitenmission in Japan, vor den Toren Nagasakis hingerichtet worden. Der 1610 in Japan angekommene portugiesische Missionar Cristóvão Ferreira trug mit seiner wechselvollen Rolle zur angespannten Situation in der Frage bei, bis er um 1650 dort hingerichtet wurde. Auch die buddhistischen Mönche in Japan, die um ihre Macht fürchteten, trieben die Ausweisung voran.
Bereits 1610 hatte der Madre de Deus-Zwischenfall zur Verschlechterung der japanisch-portugiesischen Beziehungen beigetragen.
Während dieser ganzen Zeit übernahm das Japanische zunehmend Worte aus dem Portugiesischen wie botan von botão ‚Knopf‘, igirisu von inglez ‚England‘, kapa von capa ‚Regenmantel‘, oranda von Hollanda ‚Holland, Niederlande‘, pan von pão ‚Brot‘, rozario von rosário ‚Rosenkreuz‘ und tempura von tempero ‚Fastenzeit‘.

### Seit dem 19. Jahrhundert

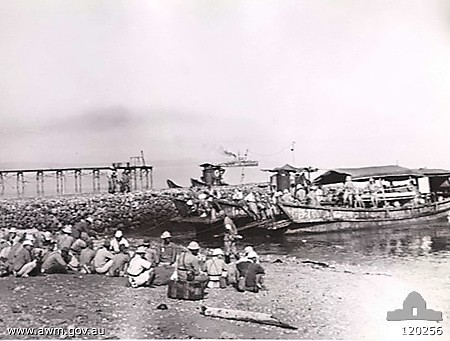
Japanische Gefangene verlassen Timor nach der japanischen Kapitulation 1945

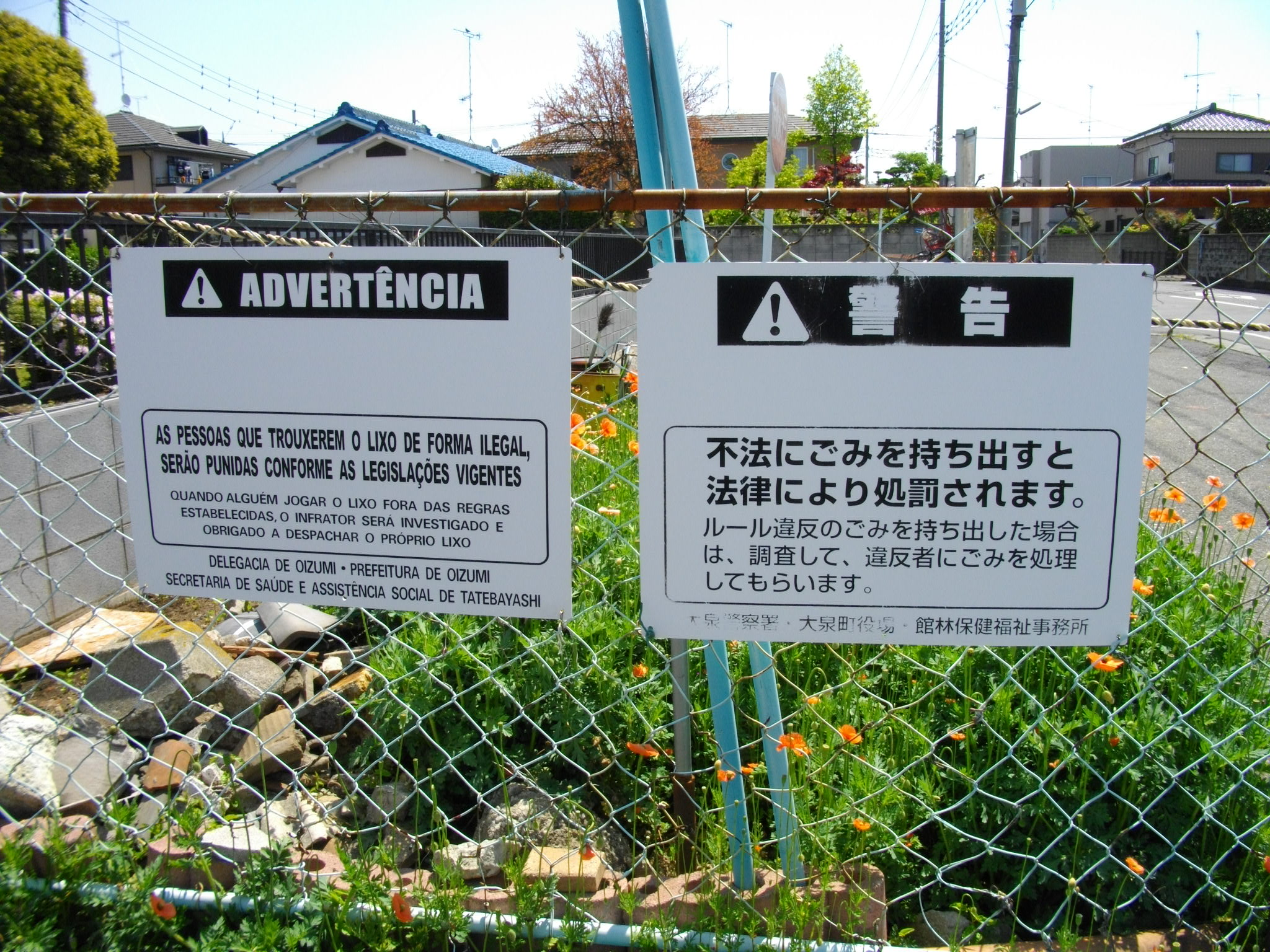
Zweisprachig portugiesisch-japanisches Straßenschild in Ōizumi

Ein nennenswerter offizieller japanisch-portugiesischer Austausch fand erst seit der Meiji-Zeit wieder statt. Der Gouverneur Macaus, Isidoro Francisco Guimarães unterzeichnete 1860 als Vertreter Portugals einen Friedens- und Handelsvertrag mit Japan, womit die Länder ihre alten Beziehungen wieder aufnahmen. Danach siedelten eine Vielzahl Portugiesen aus Macau und Shanghai nach Japan über, wo sie sich in Handelsgesellschaften oder Behörden betätigten. Aus dieser Einwanderergemeinde erwuchsen u. a. die portugiesischen Schulen von Kōbe und Yokohama.
Die diplomatischen Beziehungen der beiden Länder knüpften ebenfalls an die alten Beziehungen an. Insbesondere Wenceslau de Morães (1854–1929) machte sich dabei als Mittler in Diplomatie und Wirtschaft um die portugiesische Präsenz in Japan verdient. Der Marineoffizier lebte von 1898 bis 1913 mit seiner japanischen Gattin in Kobe und war zunächst portugiesischer Konsul dort und in Osaka, bevor er ab 1912 das Generalkonsulat Portugals in Kobe führte. Bis zu seinem Ableben in Tokushima schrieb er einige bedeutende Bücher zu dem Themengebiet.
Im Zweiten Weltkrieg gerieten Japan und Portugal in einen Interessenskonflikt in der portugiesischen Kolonie Portugiesisch-Timor. Sie fand in der Schlacht um Timor 1942 ihren Höhepunkt. Das von Japan kontrollierte, formal aber zunächst weiterhin portugiesisch verwaltete Osttimor leistete verdeckt vielfältigen Widerstand, etwa wie Manuel Viegas Carrascalão, Manuel Jesus Pires oder Artur do Canto Resende. 1945 zogen sich die Japaner schließlich zurück und gaben Osttimor zurück an Portugal.
Im Zuge der gegenseitigen japanisch-brasilianischen Einwanderung seit dem frühen 20. Jahrhundert ist die portugiesische Sprache heute weiterhin präsent in Japan, etwa in portugiesischsprachigen japanisch-brasilianischen Medien wie Fernsehkanälen, Zeitungen und Zeitschriften. Auch der Portugiesischunterricht an etwa 20 japanischen Universitäten ist zu nennen, von denen fünf einen Abschluss in luso-brasilianischen Studien bieten. Neben Portugal und Brasilien spielen seit 1994 auch die wachsenden Beziehungen Japans zu den portugiesischsprachigen Ländern Mosambik und Angola in Afrika eine Rolle. Portugiesisch gilt heute als am häufigsten gebrauchte westliche Sprache in Japan.
2004 bereiste der damalige Prinz und heutige Kaiser Naruhito Portugal.
2020 wurde das 160. Jubiläum der erneuerten japanisch-portugiesischen diplomatischen Beziehungen in beiden Ländern begangen. Insbesondere in Portugal wurden dazu eine Reihe Kultur- und Sportveranstaltungen geplant, etwa japanische Film- und Anime-Schauen, Judo-Veranstaltungen und Kalligrafie-Ausstellungen und Workshops.

## Diplomatie
Portugal unterhält eine Botschaft in der japanischen Hauptstadt Tokio. Portugiesische Honorarkonsulate bestehen zudem in Kōbe, Kyōto, Nagasaki, Osaka, Tokushima und Nagoya.
Japan führt eine Botschaft in Portugals Hauptstadt Lissabon, in der zentralen Avenida da Liberdade. Daneben besteht ein japanisches Konsulat in Porto.

## Städtepartnerschaften
Zehn Orte beider Länder sind partnerschaftlich verbunden oder streben dies an (Stand 2018). 1969 entstand die erste japanisch-portugiesische Städtefreundschaft, zwischen Tokushima und Leiria.

## Wirtschaft

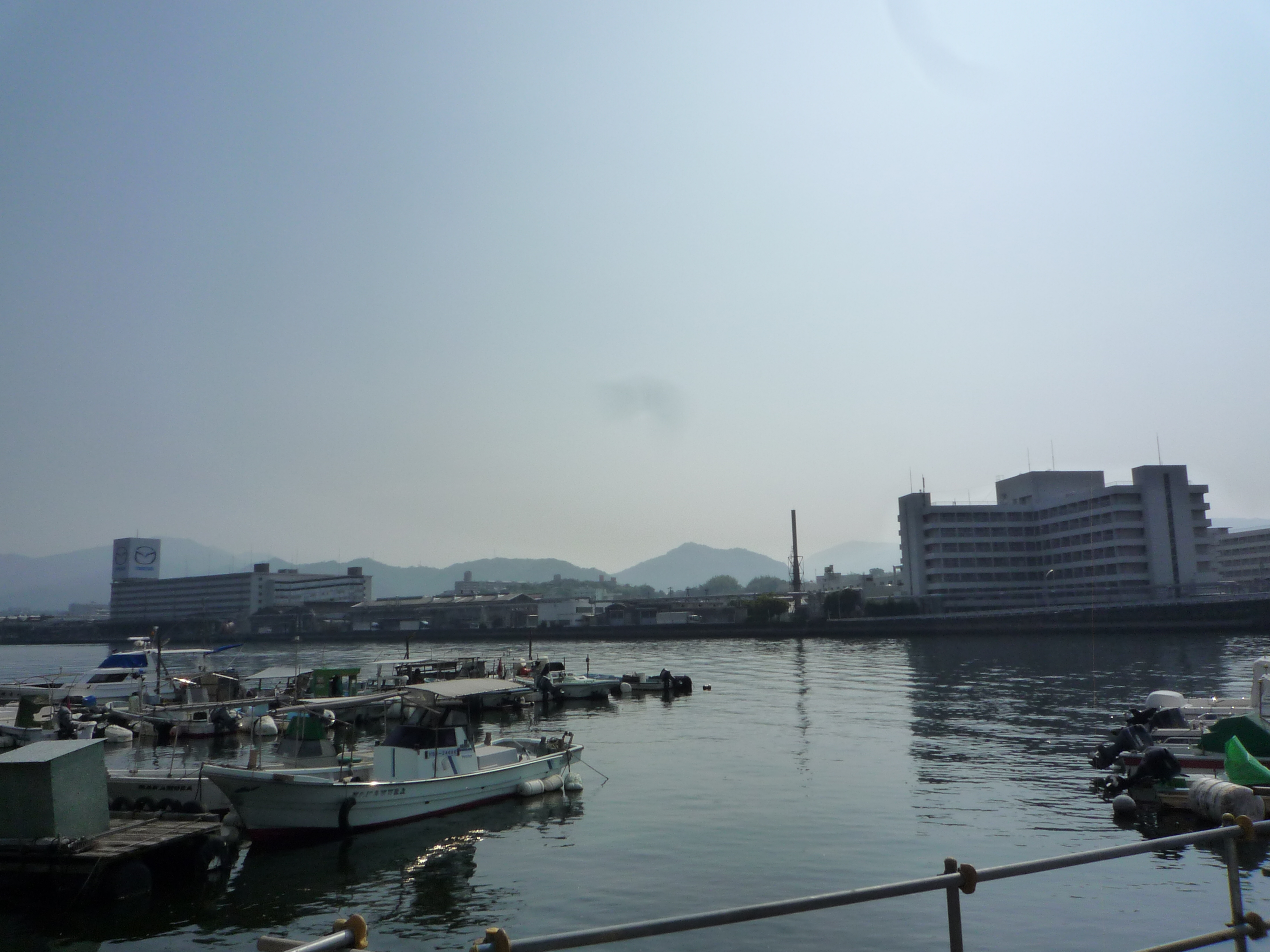
Mazda-Fabrik in Hiroshima: Automobile sind das wichtigste Exportgut Japans nach Portugal

Die portugiesische Außenhandelskammer AICEP unterhält eine Niederlassung an der portugiesischen Botschaft in Tokio. In Lissabon besteht zudem die bilaterale Auslandshandelskammer Câmara de Comércio e Indústria Luso Japonesa (dt.: Luso-japanische Industrie- und Handelskammer).
Im Jahr 2016 exportierte Portugal Waren und Dienstleistungen im Wert von 209,8 Mio. Euro nach Japan (2015: 207,3 Mio.; 2014: 241,2 Mio.; 2013: 191,8 Mio.; 2012: 386,2 Mio.). Der Anteil der Waren betrug 138,8 Mio., davon 29,1 % Maschinen und Geräte, 21,6 % Lebensmittel, 7,5 % Schuhe, 6,2 % chemisch-pharmazeutische Produkte und 5,5 % landwirtschaftliche Erzeugnisse.
Im gleichen Zeitraum lieferte Japan Waren und Dienstleistungen im Wert von 299,1 Mio. Euro an Portugal (2015: 269,5 Mio.; 2014: 254,5 Mio.; 2013: 235,4 Mio.; 2012: 297,5 Mio.). Der Anteil der Waren betrug 299,0 Mio., davon 42,9 % Fahrzeuge und Fahrzeugteile, 28,7 % Maschinen und Geräte, 10,0 % Kunststoffe, 7,3 % Optik- und Präzisionsinstrumente und 2,8 % chemisch-pharmazeutische Produkte.
Damit stand Japan für den portugiesischen Außenhandel an 37. Stelle als Abnehmer und an 26. Stelle als Lieferant, im japanischen Außenhandel rangierte Portugal damit an 64. Stelle als Abnehmer und genauso als Lieferant.
Mit Übernachtungsausgaben von 29,7 Mio. Euro (2015: 23,7 Mio.; 2014: 21,2 Mio.; 2013: 15,0 Mio.; 2012: 12,0 Mio.) standen japanische Touristen 2016 für einen Anteil von 0,23 % der ausländischen Touristen in Portugal.

## Kultur

### Allgemein
Das portugiesische Kulturinstitut Instituto Camões ist in Japan u. a. mit einem Kulturzentrum in Tokio und einer Vielzahl Lektoraten an verschiedenen japanischen Hochschulen vertreten.
Kultur ist heute Portugals bedeutendster und weitreichendster Botschafter in Japan, insbesondere in der Musik, aber auch Architektur, Film, Kunst und Literatur ist zu nennen.
Es existieren zudem eine Reihe japanisch-portugiesischer Freundschaftsgesellschaften, etwa die Sociedade Luso-Nipónica, oder die Sociedade Luso-Niponica de Hokkaido.

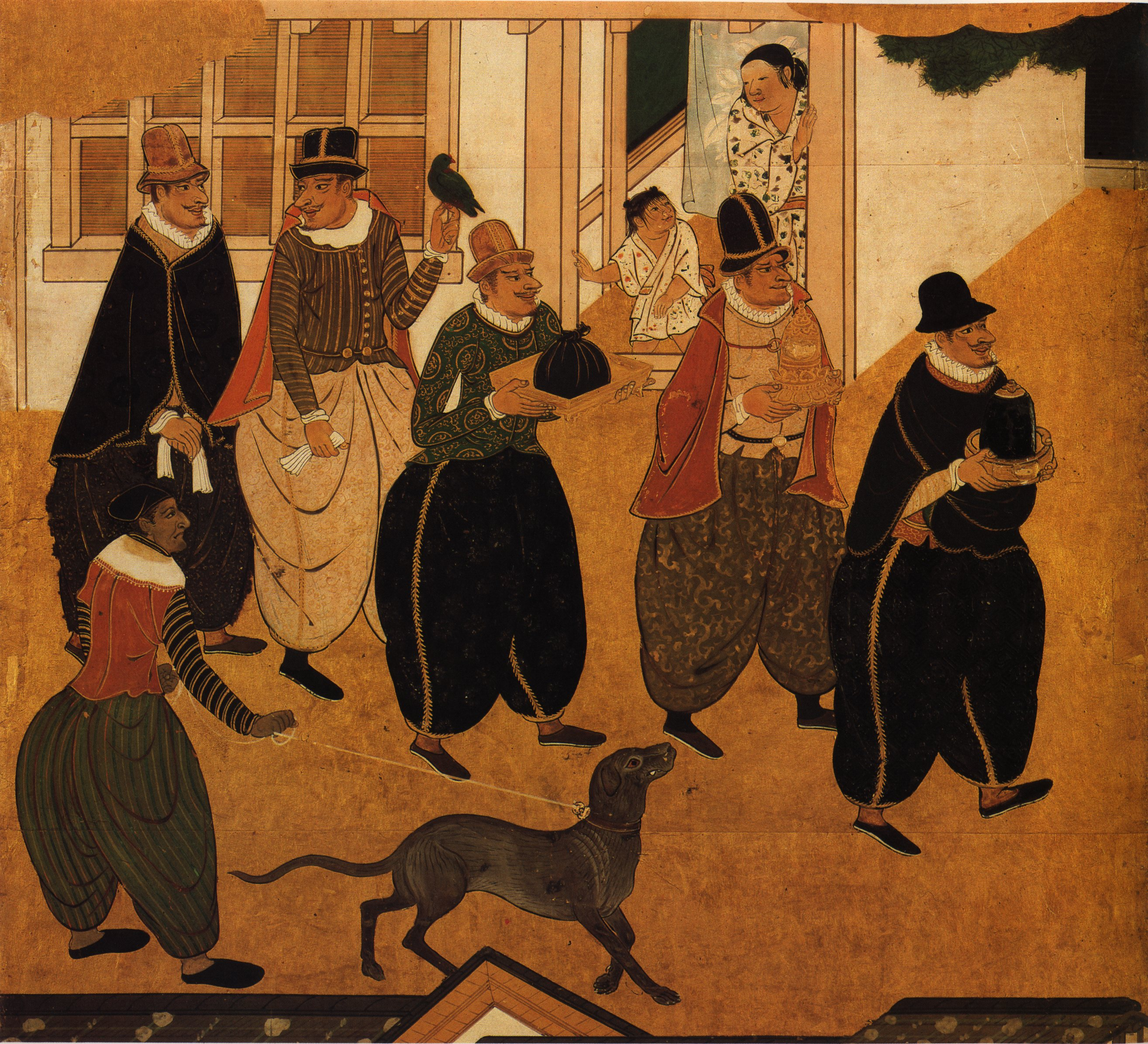
Namban-Kunst: Kano Domi zugeschriebene Darstellung Portugiesischer Händler in Japan, spätes 15. Jh.

### Musik
Insbesondere seit den japanischen Veröffentlichungen und Gastspielreisen Amália Rodrigues sind portugiesische Musiker bei Musikliebhabern in Japan bekannt, sowohl durch Auftritte als auch durch Veröffentlichungen. Zu nennen sind beispielsweise die Gruppe Madredeus, die Pianistin Maria João Pires, Sängerinnen wie Dulce Pontes oder verschiedene Fado-Künstler wie Carlos do Carmo u. v. a.
Gelegentlich kommt es auch zu künstlerischen Zusammenarbeiten. Beispielsweise nahm die ehemalige Madredeus-Sängerin Teresa Salgueiro einige Stücke mit der japanischen Formation Coba auf.
Der japanische Dirigent Takuo Yuasa arbeitete mehrmals in Portugal. Zuletzt leitete er das Orquestra Sinfónica do Porto Casa da Música, das 96-köpfige Sinfonieorchester der Casa da Música in Porto, bei den beiden ausverkauften Neujahrskonzerten am 3. und 4. Januar 2020 dort.

### Kunst
Nach der Ankunft der Portugiesen und mit der Entwicklung des japanisch-portugiesischen Handels entwickelte sich die Namban-Kunst, die häufig Szenen aus der Ankunft der Portugiesen in Japan zeigt und westliche Einflüsse aufweist, etwa in den Hell-Dunkel-Wahrnehmungen oder der perspektivischen Darstellung.
Die Namban-Kunst zeigte sich vor allem in weltlichen Gemälden und Stellschirmen, aber auch in christlichen Bildern und rituellen Gegenständen, etwa Gefäße, Buchstützen oder Altäre.

### Film
Der portugiesische Regisseur Paulo Rocha lebte von 1975 bis 1983 in Japan, wo er u. a. Kulturattaché an der portugiesischen Botschaft war. Er beschäftigte sich in seinen Filmen mehrmals mit Japan. Zu nennen ist insbesondere der 1993 gedrehte „Portugaru San – O Sr. Portugal em Tokushima“, ein Film über den portugiesischen Diplomaten und Autor Wenceslau de Morães, der Japan besonders verbunden war und 1929 in Tokushima starb.
João Mário Grilo drehte 1996 mit „Os Olhos da Ásia“ einen Film über die Geschichte der portugiesischen Jesuiten in Japan.
20 Jahre später ging Scorsese der Geschichte in Silence (2016) erneut nach, beschränkte sich dabei aber auf die Romanvorlage Endō Shūsakus.
Die portugiesische Regisseurin Cláudia Varejão porträtierte 2016 mit ihrem Dokumentarfilm Ama-San den Alltag dreier Frauen, die seit 30 Jahren gemeinsam in einem kleinen Fischerdorf auf der Halbinsel Shima (ehemalige Provinz Shima) Tauchgänge machen. Die dortigen Ama-San (japanisch für Frauen des Meeres) führen seit über 2000 Jahren diese riskanten, ohne Sauerstoffflaschen praktizierten Tauchgänge durch, die in der japanischen Kultur eine besondere Stellung einnehmen, dabei aber sowohl verehrt werden als auch unverstanden bleiben. Der Film lief auf einer Reihe Filmfestivals, wo er auch mehrmals ausgezeichnet wurde, darunter beim Lissabonner Doclisboa, dem tschechischen Internationalen Filmfestival von Karlovy Vary, dem russischen St. Petersburg Message to Man Film Festival und dem kosovarischen Dokufest.
Der prämierte Kurzfilm Tóquio Porto 9 horas des portugiesischen Regisseurs João Nuno Brochado vergleicht in schwarz-weißer Split-Screen-Technik den Alltag in den beiden Städten Tokio und Porto, die durch einen Zeitunterschied von neun Stunden getrennt sind.
Der japanische Regisseur Hiroatsu Suzuki und die portugiesische Regisseurin Rosanna Torres drehten 2012 zusammen O Sabor do Leite Creme, einen Dokumentarfilm über ein altes Ehepaar in einem portugiesischen Bergdorf.
Der japanische Kameramann Takashi Sugimoto arbeitete schon mehrfach für portugiesische Produktionen.
Das portugiesische Filminstitut Cinemateca Portuguesa zeigte mehrmals Filmzyklen zum Japanischen Film, etwa 2012.
Japanische Regisseure sind häufiger bei portugiesischen Filmfestivals zu Gast. Gelegentlich werden sie dort auch ausgezeichnet, etwa Atsushi Wada, der 2011 für „Wakaranai Buta“ den Preis für die beste Animation beim wichtigsten portugiesischen Kurzfilmfestival Curtas Vila do Conde erhielt.
2014 gewann Hiroyuki Tanaka beim Fantasporto-Filmfestival in Porto mit „Miss Zombie“.

## Sport

### Fußball

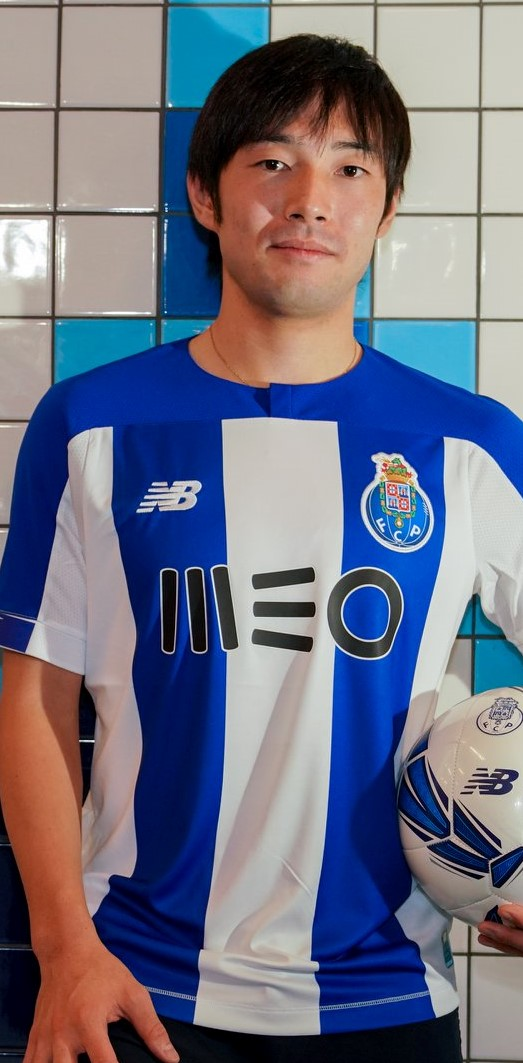
Shōya Nakajima im Trikot des FC Porto (2019).

Die Japanische Fußballnationalmannschaft und die Portugiesische Nationalelf trafen bisher noch nicht aufeinander (Stand September 2017). Bei der WM 2002 in Japan und Südkorea startete Portugal in der Gruppe D, wo es nur in Südkorea spielte und bereits nach der Gruppenphase ausschied.
Die japanische und die portugiesische Frauen-Nationalmannschaft haben bisher einmal gegeneinander gespielt (Stand September 2017). Beim Algarve-Cup 2015 besiegten die Japanerinnen dabei die Gastgeberinnen in der Gruppenphase der Gruppe C mit 3:0.
Japanische Fußballspieler spielen häufiger auch in Portugal, darunter Nationalspieler wie Takahito Sōma oder Daizen Maeda (beide Marítimo Funchal), Nozomi Hiroyama bei Sporting Braga, Leo Kokubo bei Benfica Lissabon, Shōya Nakajima beim FC Porto oder Jun’ya Tanaka bei Sporting Lissabon. Besonders häufig nimmt der Klub Portimonense SC Spieler aus Japan unter Vertrag, darunter Mū Kanazaki, Shoya Nakajima, Takuma Nishimura, Shiryū Fujiwara, Kōki Anzai und zuletzt Kōdai Nagashima und Hiroki Sugajima. Seit 2020 tritt Kazuya Onohara für den UD Oliveirense an, Kaito Anzai seit 2019 für Sporting Braga.

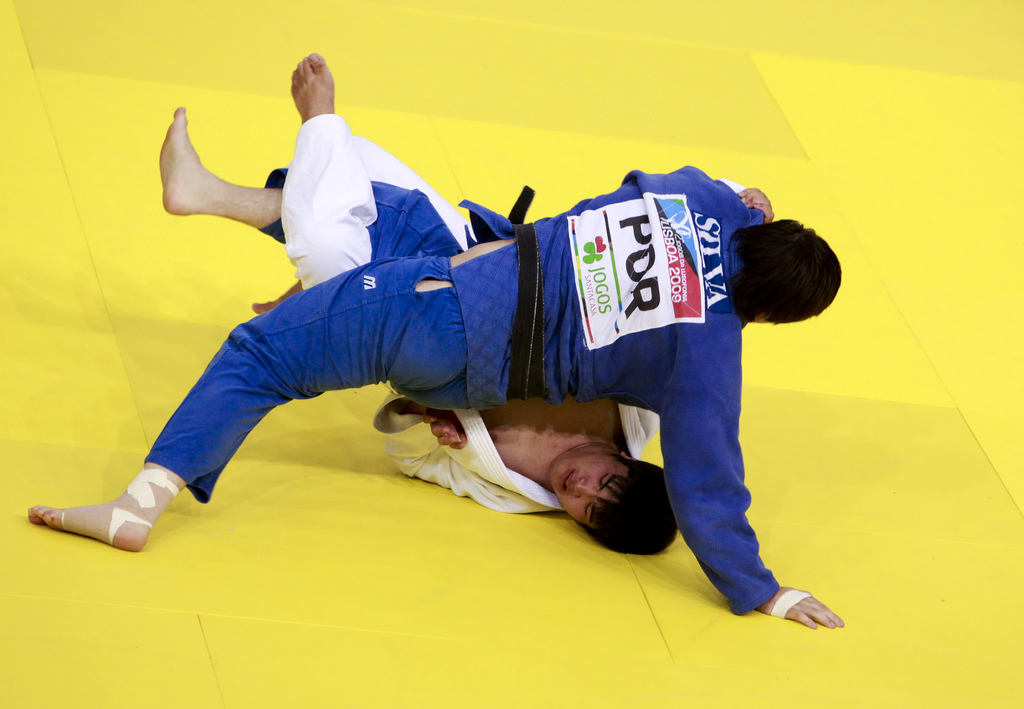
Judoka bei den Jogos da Lusofonia 2009 in Lissabon

### Kampfsport
Seit einer Vorführung zweier Offiziere der Kaiserlichen Japanischen Marine, die in Lissabon Anfang des 20. Jahrhunderts vor Anker lag, wird Judo in Portugal praktiziert. Seit seiner Gründung 1959 organisiert der portugiesische Dachverband Federação Portuguesa de Judo den japanischen Kampfsport in Portugal. Das Land war Gastgeber der Judo-Europameisterschaften 2008 und schloss mit einer Gold- und drei Bronzemedaillen als Achter ab.
Bei den Judo-Weltmeisterschaften 1995 in Japan gewann Portugal eine Bronzemedaille, ebenso wie 2003, während es 2010 eine Silbermedaille aus Japan mitbrachte.
Judo ist eine der Sportarten der Jogos da Lusofonia, den Spielen der Portugiesischsprachigen Welt.
Auch andere japanische Kampfsportarten werden in Portugal organisiert betrieben, insbesondere Jiu Jitsu, Karate und Aikidō.

### Andere
Der japanische Weltklassesurfer Kanoa Igarashi lebt seit seinem 18. Lebensjahr im portugiesischen Surf-Hotspot Ericeira und spricht inzwischen auch fließend Portugiesisch.
Der portugiesische Schwimmer Alexandre Yokochi gilt als bester Schwimmer der portugiesischen Sportgeschichte. Er ist der Sohn des japanischen Schwimmers Shintaro Yokochi, der bei den Asienspielen 1958 eine Bronzemedaille über 100 m Freistil für Japan errang und sich später als Schwimmtrainer in Portugal niederließ.